# Feldkapelle an der B300 (Winterrieden)

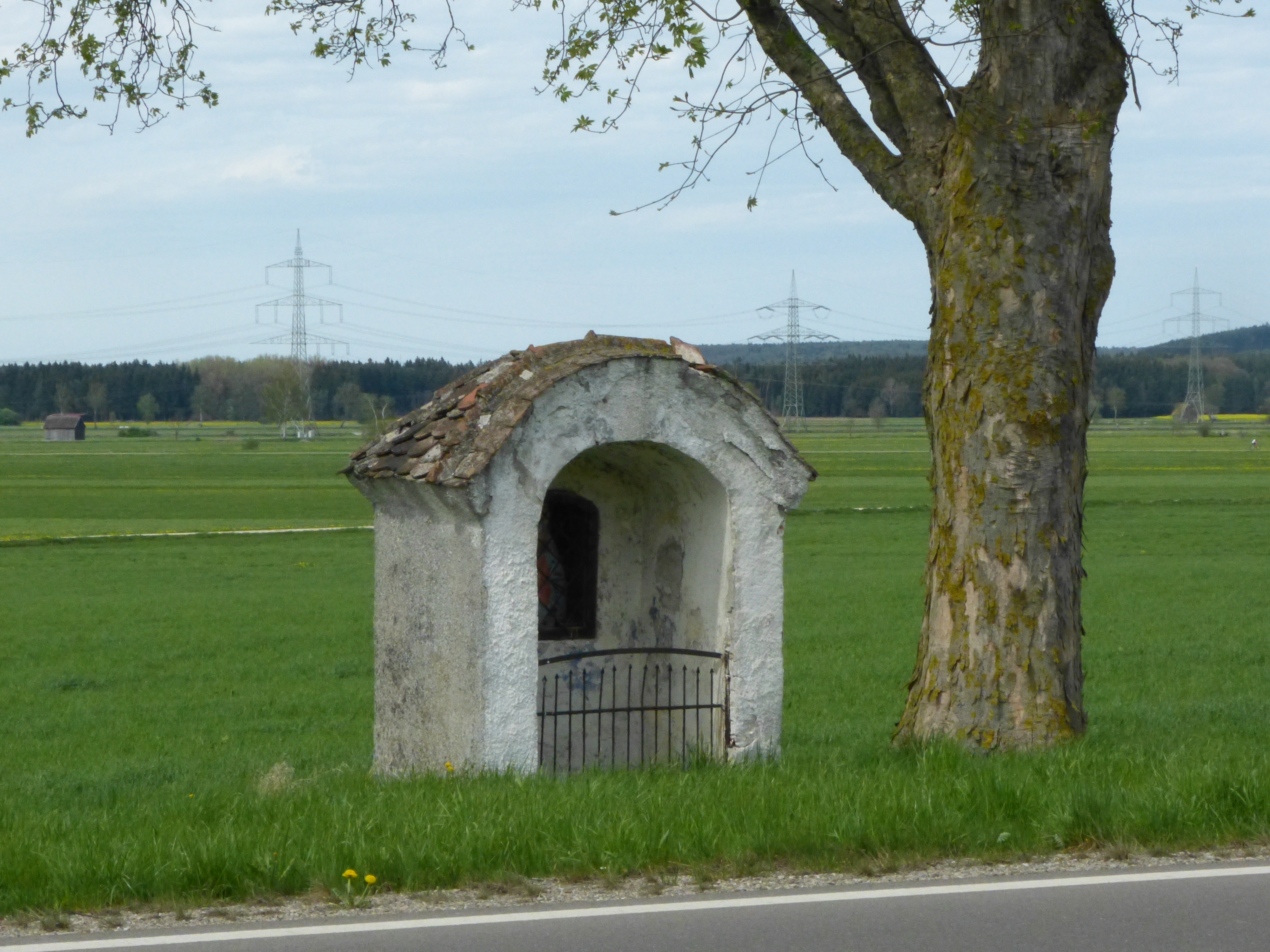
Feldkapelle an der B300, 18. Jahrhundert

Die Feldkapelle befindet sich circa 800 Meter südwestlich von Winterrieden, im Landkreis Unterallgäu, Bayern, an der Straße B300. Das kleine denkmalgeschützte Bauwerk stammt aus dem 18. Jahrhundert und besteht aus einem querrechteckigen Gehäuse. In Richtung Süden ist das Gebäude durch eine stichbogige Nische mit Tonnengewölbe geöffnet. Das Dach besteht aus einem segmentbogigen Schweifgiebel über einem profilierten Traufgesims.